# Pălatca
Pălatca [ˈpəlatka] (ungarisch Magyarpalatka) ist eine Gemeinde im Kreis Cluj in der Region Siebenbürgen in Rumänien.

## Geographische Lage

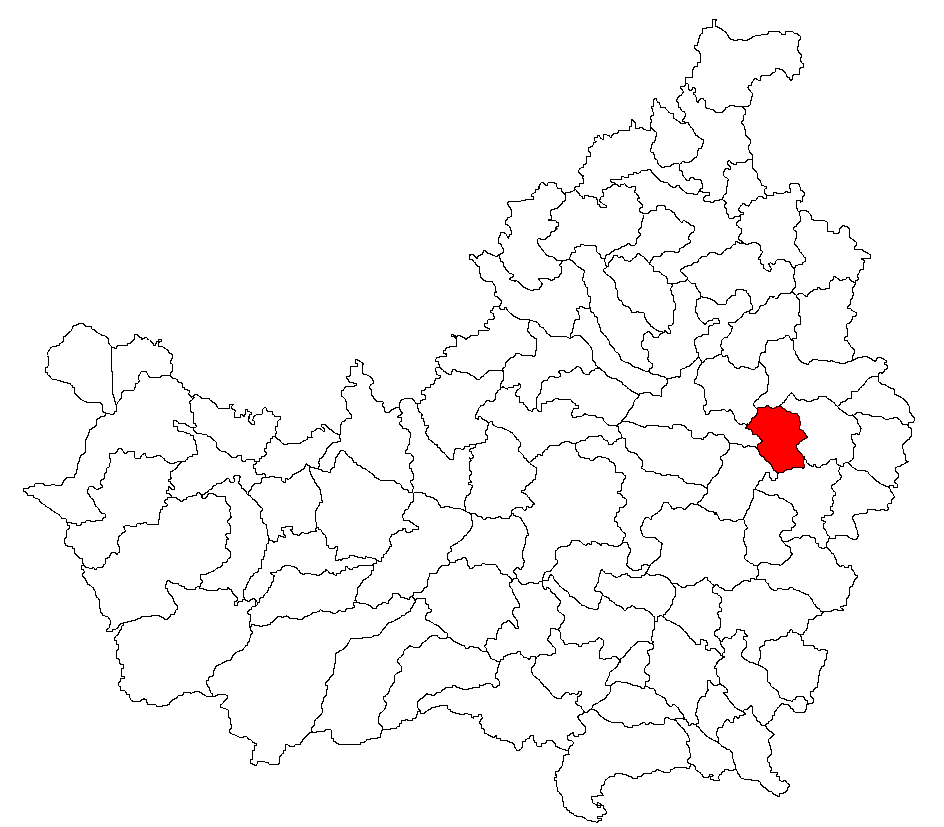
Lage der Gemeinde Pălatca im Kreis Cluj

Die Gemeinde Pălatca liegt in der Siebenbürgischen Heide (Câmpia Transilvaniei) – Teil des Siebenbürgischen Beckens – im Osten des Kreises Cluj. An der Kreisstraße (Drum județean) DN 161G befindet sich der Ort Pălatca etwa 40 Kilometer östlich von der Kreishauptstadt Cluj-Napoca (Klausenburg) entfernt. Auf dem Gebiet der Gemeinde befinden sich die Wälder Pădurea Răzoarele, Pădurea Imbuzului und Pădurea Hădăraia nördlich des Gemeindezentrums.

## Geschichte
Pălatca wurde erstmals 1296 urkundlich erwähnt. Archäologische Funde auf einer Anhöhe nördlich des Ortes deuten auf eine Besiedlung bis in die Jungsteinzeit und südlich von Pălatca und des eingemeindeten Dorfes Mureșenii de Câmpie (ungarisch Omboztelke) (bei Deasupra bisericii) bis in die Römerzeit zurück. Auch auf dem Areal, von den Einheimischen Măzăriște (ungarisch Borsószés) genannt, des eingemeindeten Dorfes Sava (ungarisch Mezőszava) wurden archäologische Funde aus der Jungsteinzeit gemacht. Im Königreich Ungarn gehörte die heutige Gemeinde dem Stuhlbezirk Mocs in der Gespanschaft Klausenburg, anschließend dem historischen Kreis Cluj und ab 1950 dem heutigen Kreis Cluj an.

## Bevölkerung
Die Bevölkerung der Gemeinde entwickelte sich wie folgt:
| 1850 | 1.988 | 1.562 | 300 | 3 | 123            |
| 1930 | 2.896 | 2.279 | 491 | - | 126            |
| 1956 | 3.731 | 2.867 | 718 | 1 | 145            |
| 2002 | 1.374 | 988   | 328 | - | 58             |
| 2011 | 1.218 | 764   | 283 | 3 | 168 (Roma 106) |
| 2021 | 1.133 | 685   | 244 | - | 204 (Roma 132) |

Seit 1850 wurde auf dem Gebiet der heutigen Gemeinde Pălatca die höchste Einwohnerzahl und auch die der Rumänen und der Roma (145) 1956 ermittelt. Die höchste Bevölkerungszahl der Magyaren (781) wurde 1941 und die der Rumäniendeutsche (23) 1910 registriert.
Die Hauptbeschäftigungen der Bevölkerung sind die Landwirtschaft und Viehzucht.

## Sehenswürdigkeiten
- Im Gemeindezentrum Pălatca die reformierte Kirche im 15. und der Glockenturm im 18. Jahrhundert errichtet, stehen unter Denkmalschutz.[5]
- Im eingemeindeten Dorf Băgaciu (ungarisch Kisbogács) die orthodoxe Holzkirche Sfinții Arhangheli Mihail și Gavriil, etwa 1700 errichtet, steht unter Denkmalschutz.[5]
- Die im eingemeindeten Dorf Sava im Jahre 1774 errichtete Holzkirche Sf. Petru, wurde nach einem desolaten Zustand im Dorf Mureșenii de Câmpie erneut aufgestellt. Die Kirche ist hier der Sf. Cuvioasa Parascheva gewidmet[8] und steht unter Denkmalschutz.[5]

## Persönlichkeiten
- Ioan Moldovan (* 1952), geboren in Mureșenii de Câmpie, Schriftsteller[9]